# تحالف المعلومات الشبكية
تحالف المعلومات الشبكية (بالإنجليزية: Coalition for Networked Information)‏ هي منظمة تتمثل مهمتها في تعزيز تقانة المعلومات الشبكية كوسيلة لتعزيز تقدم التعاون الفكري والإنتاجية.